# Мать и одиннадцать детей
«Мать и одиннадцать детей» (яп. かあちゃんと１１人の子ども, Ка: тян то дзю: итинин но кодомо) — художественный фильм японского режиссёра Хэйноскэ Госё, снятый им в 1966 году. Как и почти все работы режиссёра, снят фильм в жанре сёмин-гэки (реалистический показ жизни простых людей, из бедняков или из среднего класса). С 1969 года фильм демонстрировался в кинопрокате СССР.

## Сюжет
Тора Ёсида счастлива. Она вырастила одиннадцать детей. Некоторые уехали в другие города, но все образованны и материально обеспечены. Раз в году, когда начинаются летние каникулы и отпуска, все они собираются вместе, сообща помогают матери и отцу по хозяйству, обсуждают важные семейные вопросы. Однажды вечером Тора рассказала младшей дочери Мияко о своей многотрудной жизни. Использовав рассказ матери, Мияко написала о ней сочинение, за которое получила премию премьер-министра на всеяпонском конкурсе студентов.

## В ролях
- Сатико Хидари — Тора Ёсида
- Киёси Ацуми — Садахару Ёсида, её муж
- Тиэко Байсё — Мияко Ёсида
- Ёсико Куга — Сигэко Ёсида
- Тамура Масакадзу — Сун Ёсида
- Кадзуко Инэно — Асахико Ёсида
- Юкиё Тоакэ — Кёко Ёсида
- Токиэ Хидари — Тода Ёсида
- Токитоси Наито — Саити Ёсида
- Ёсукэ Кондо — Сусуму Ёсида
- Кэнтаро Кудо — Осаму Ёсида
- Тамура Масакадзу — Сун Ёсида
- Тайдзи Тонояма — Мацуёси

## Премьеры
- Япония — национальная премьера фильма состоялась 1 октября 1966 года[2].
- СССР — с февраля 1969 года фильм демонстрировался в прокате СССР[1].